# Societat Química Americana

Logo

La Societat Química Americana (anglès: American Chemical Society; ACS) és una societat científica amb seu als Estats Units que dona suport a la investigació científica en el camp de la química. Fou fundada el 1876 a la Universitat de Nova York, i compta actualment amb més de 161 000 membres (2015) en tots els nivells i en tots els camps de la química, enginyeria química, i camps relacionats. És la societat científica més gran del món i una de les principals fonts d'informació científica autoritzada.
La Societat Química Americana té els seus orígens en una reunió al de 35 químics el 6 d'abril de 1876, al College of Pharmacy de la Universitat de Nova York. Malgrat que en aquest moment hi havia una societat científica americana (American Association for the Advancement of Science), el creixement de la química motivà als presents, entre ells William H. Nichols, sota la direcció del professor Charles F. Chandler de la Columbia School of Mines, a fundar la Societat Química Americana, que se centraria més directament en la química teòrica i aplicada. Set mesos més tard, el primer president de la societat recentment formada, John William Draper, pronuncià el seu discurs inaugural al Chickering Hall de Nova York.
Des de la seva creació, l'ACS es compromet a compartir el seu treball professional amb el públic en general. ACS començà a publicar la seva revista insígnia, la Journal of the American Chemical Society (JACS), l'abril de 1879. Els resums, que havia aparegut en la JACS des del 1897, se'ls donà la seva pròpia publicació, Chemical Abstracts el gener de 1907. En 1930, l'ACS tenia 18 206 membres, 83 seccions locals i 17 divisions. El 25 d'agost de 1937, el president Franklin D. Roosevelt signà la Llei Pública Núm. 358, que incorporava la societat sota l'estatut federal.
El segon segle de la societat s'inicià amb la presidència del premi Nobel Glenn T. Seaborg el 1976; Henry A. Hill, fou el primer president afroamericà que la presidí l'any 1977; i Anna J. Harrison, la primera dona que la presidí el 1978. Cada president d'ACS desenvolupa els seus propis objectius establerts amb les iniciatives corresponents i esdeveniments, mentre que actua com a portaveu i representant principal de la Societat.

## Publicacions
| A - Accounts of Chemical Research - ACS Applied Materials & Interfaces - ACS Biomaterials Science & Engineering - ACS Catalysis - ACS Central Science - ACS Chemical Biology - ACS Chemical Neuroscience - ACS Combinatorial Science - Journal of Combinatorial Chemistry (1999–2010) - ACS Infectious Diseases - ACS Macro Letters - ACS Medicinal Chemistry Letters - ACS Nano - ACS Photonics - ACS Sustainable Chemistry & Engineering - ACS Symposium Series - ACS Synthetic Biology - Advances in Chemistry - Analytical Chemistry - Industrial & Engineering Chemistry Analytical Edition (1929–1946) B - Biochemistry - Bioconjugate Chemistry - Biomacromolecules - Biotechnology Progress C - Chemical & Engineering News Archive Archives - Industrial and Engineering Chemistry, News Edition (1923–1939) - News Edition, American Chemical Society (1940–1941) - Chemical Research in Toxicology - Chemical Reviews - Chemistry of Materials - Crystal Growth & Design E - Energy & Fuels - Environmental Science & Technology - Environmental Science & Technology Letters | I - Industrial & Engineering Chemistry - Journal of Industrial & Engineering Chemistry (1909–1922) - Industrial & Engineering Chemistry Research - I&EC Product Research and Development (1962–1968) - Product R&D (1969–1977) - Industrial & Engineering Chemistry Product Research and Development (1978–1986) - Industrial & Engineering Chemistry Process Design and Development (1962–1986) - Industrial & Engineering Chemistry Fundamentals (1962–1986) - Inorganic Chemistry J - Journal of the American Chemical Society - Journal of Agricultural and Food Chemistry - Journal of Chemical & Engineering Data - Industrial & Engineering Chemistry Chemical & Engineering Data Series (1956–1958) - Journal of Chemical Education - Journal of Chemical Information and Modeling - Journal of Chemical Documentation (1961–1974) - Journal of Chemical Information and Computer Sciences (1975–2004) - Journal of Chemical Theory and Computation - Journal of Medicinal Chemistry - Journal of Medicinal and Pharmaceutical Chemistry (1959–1962) - Journal of Natural Products - The Journal of Organic Chemistry - The Journal of Physical Chemistry A - The Journal of Physical Chemistry B - The Journal of Physical Chemistry C - The Journal of Physical Chemistry (1896–1946) - The Journal of Physical and Colloid Chemistry (1947–1950) - The Journal of Physical Chemistry (1951–1996) - The Journal of Physical Chemistry Letters - Journal of Proteome Research L - Langmuir M - Macromolecules - Molecular Pharmaceutics N - Nano Letters O - Organic Letters - Organic Process Research & Development - Organometallics |